# Omul care l-a ucis pe Liberty Valance
Omul care l-a ucis pe Liberty Valance (în engleză ) este un film western american din 1962. Regizat de John Ford în baza unui scenariu de James Warner Bellah și Willis Goldbeck, filmul îi are în rolurile principale pe John Wayne și James Stewart. Scenariul a fost adaptat după o nuvelă din 1953 scrisă de Dorothy M. Johnson. În distribuție mai apar Vera Miles, Lee Marvin (în rolul Liberty Valance), Edmond O'Brien, Andy Devine, John Carradine, Woody Strode, Strother Martin și Lee Van Cleef.
În 2007, filmul, caracterizat drept „semnificativ din punct de vedere cultural, istoric sau estetic” de către Biblioteca Congresului, a fost selectat pentru păstrare în Registrul Național de Film al Statelor Unite.

## Rezumat
La începutul secolului al XX-lea, senatorul american Ransom „Ranse” Stoddard și soția sa, Hallie, ajung în Shinbone, un oraș nenumit din Vestul Sălbatic, pentru a participa la înmormântarea lui Tom Doniphon. Întrebat de editorul ziarului local de ce un senator ar participa la înmormântarea unui fermier sărac, Stoddard îi răspunde cu o poveste care a avut loc în urmă cu 25 de ani.
Ajuns pe teritoriile sălbatice din vestul Statelor Unite, Ranse, recent ieșit de pe băncile școlii, este bătut și jefuit de infamul bandit Liberty Valance și de banda sa. Tom Doniphon și ajutorul său, Pompei, îl găsesc pe Ranse și îl duc în Shinbone, unde iubita lui Tom, Hallie, îi tratează rănile. Ranse descoperă că Valance îl terorizează deseori pe coloniștii din Shinbone și ținuturile vecine, deoarece mareșalul local, Link Appleyard, este mult prea laș să-l înfrunte. Tom spune că Valance înțelege doar violența, însă Ranse este hotărât să-l aducă pe Valance în fața justiției cu ajutorul legilor.
Până să-și deschide biroul de avocatură, Ranse lucrează alături de Hallie în localul lui Peter Ericson. Când află că tânăra este analfabetă, acesta deschide o școală pentru copii și adulți în spatele biroului ziarului Shinbone Star. De asemenea, începe să învețe să tragă cu vechea armă a lui Peabody. Hallie, îndrăgostită de Ranse și îngrijorat de siguranța sa, îi spune lui Tom că tânărul avocat exersează trasul cu arma. Tom îl duce pe Ranse la ferma sa, îi arată casa recent renovată și îi dezvăluie că intenționează să se căsătorească cu Hallie. În timp ce îi explică cum se trage cu arma, Tom împușcă o cutie de vopsea din apropiere și îi murdărește hainele. Furios, Ranse îl lovește și pleacă.
Locuitorii orașului Shinbone se întâlnesc pentru a alege doi reprezentanți pentru viitoarea convenție de stat din capitala teritorială. Tom refuză nominalizarea lui Ranse, iar Ranse și Peabody sunt aleși. Valance, angajat de baronii vitelor⁠(d) care se împotrivesc autorităților, încearcă să câștige votul alegătorilor prin intimidare, însă nu reușește. Valance îl provoacă pe Ranse să-l înfrunte de unul singur într-un duel⁠(d). Tom îi propune să părăsească orașul, dar acesta refuză cu încăpățânare.
În acea seară, Valance și membrii bandei sale distrug biroul ziarului și îl rănesc grav pe Peabody, deoarece a scris că Valance a ucis un fermier din zonă. Ranse se înarmează și merge după bandit; deși este beat, Valance îl dezarmează cu ușurință și se pregătește să-l omoare. Ranse își ridică arma, trage și Valance cade la pământ. Avocatul se întoarce la Ericson, unde Hallie îi tratează brațul rănit; când intră în încăpere, Tom realizează că Hallie este îndrăgostită de Ranse. Se îmbată, îl forțează pe Appleyard să-i alunge pe oamenii lui Valance din oraș și încearcă să se sinucidă, dând foc propriei sale case, dar Pompei reușește să-l salveze.
La convenția teritorială, Ranse este nominalizat ca delegat la Congres, dar se retrage după ce un reprezentant al baronilor îl numește ucigaș, conștient că nu își poate construi o carieră pe „moartea unui om”. Tom îi explică însă că el este cel care l-a ucis pe Valance, Ranse neavând nicio șansă în fața unui pistolar profesionist, și îl încurajează să accepte nominalizarea de dragul lui Hallie.
În prezent, Rense este guvernator de stat, senator, ambasador în Regatul Unit și posibil candidat la vicepreședinție la următoarelor alegeri. Editorul își distruge notițele, conștient că publicarea poveștii ar distruge mitul din spatele senatorului, și îi permite să participe la slujba de înmormântare. Pe drum către Washington, DC, Ranse ia în considerare să se stabilească în Shinbone. În timp ce îi mulțumește controlorului pentru politețea sa, acesta îi răspunde: „Nimic nu este prea bun pentru omul care l-a împușcat pe Liberty Valance!”.

## Distribuție
- John Wayne - Tom Doniphon
- James Stewart - Ransom „Ranse” Stoddard
- Vera Miles - Hallie Stoddard
- Lee Marvin - Liberty Valance
- Edmond O'Brien - Dutton Peabody
- Andy Devine - Mareșalul Link Appleyard
- Ken Murray - Doc Willoughby
- John Carradine - Maj. Cassius Starbuckle
- Jeanette Nolan - Nora Ericson
- John Qualen - Peter Ericson
- Willis Bouchey - Jason Tully - controlor
- Carleton Young - Maxwell Scott - Editor al ziarului The Star după moartea lui Peabody
- Woody Strode - Pompey
- Denver Pyle - Amos Carruthers
- Strother Martin - Floyd
- Lee Van Cleef - Reese - membru al bandei lui Valance
- Robert F. Simon - Handy Strong
- O. Z. Whitehead - Herbert Carruthers
- Paul Birch - Primarul Winder
- Joseph Hoover - Charlie Hasbrouck - Reporter al ziarului The Star